# Liste der Naturdenkmale in Wedemark
Die Liste der Naturdenkmale in Wedemark nennt die Naturdenkmale in der Wedemark in der Region Hannover in Niedersachsen.

## Naturdenkmale
Im Gebiet der Gemeinde Wedemark sind 17 Naturdenkmale verzeichnet.
| Bild            | Bezeichnung              | Ort, Lage                                                  | Beschreibung | Schutzzweck                                          | Nummer                |
| --------------- | ------------------------ | ---------------------------------------------------------- | --- | ---------------------------------------------------- | --------------------- |
| BW              | 2 Stieleichen            | Brelingen (52° 33′ 6,5″ N, 9° 41′ 8,3″ O)                  | Die beiden alten Eichen prägen das Bild der südlichen Ortseinfahrt von Brelingen am Rande des Brelingen an der Westseite der Straße. Bäume dieses hohen Alters und mit weit ausladenden dichten Kronen haben inzwischen Seltenheitswert. Eichen haben in der Geest nördlich von Hannover als charakteristische Bestandteile der Ortschaften auch heimatkundliche Bedeutungen. |                                                      | ND-H 049              |
| Fotos hochladen | Stieleiche               | Bissendorf (52° 31′ 17,8″ N, 9° 45′ 12,9″ O)               | Schutzgründe sind der arttypische, gleichmäßige und schöne Wuchs, das. ungewöhnlich hohe Alter dieses Baumes inmitten einer Ortslage und seine dadurch bedingte Bedeutung für Natur- und Heimatkunde. |                                                      | ND-H 050              |
| Fotos hochladen | Stieleiche               | Bissendorf (52° 31′ 18,5″ N, 9° 45′ 35,2″ O)               | Die Eiche wurde wegen ihres charakteristischen und schönen (gleichmäßigen) Wuchses, ihrer Bedeutung für den Ort und damit der Heimatkunde und aufgrund der Seltenheit von Bäumen dieses Alters unter Schutz gestellt. |                                                      | ND-H 058              |
| Fotos hochladen | Mackensen-Eiche          | Wennebostel (52° 32′ 0,4″ N, 9° 45′ 20,9″ O)               | Der Baum ist aufgrund seiner Größe am Wennebostel, am südöstlichen Ortsrand sehr auffällig und zusammen mit anderen Eichen hier ortsbildprägend. Der Standort an der Einfahrt des ehemaligen Forsthofs und der Straße hat jedoch dazu geführt, dass ein Großteil des Kronentraufbereichs schon in der Reifephase des Baumes versiegelt wurde und damit die Versorgung nicht optimal war. In der Folge waren mehrere starke Eingriffe in die Krone erforderlich. Trotzdem wurde die typische und für freistehende Eichen charakteristische Wuchsform überwiegend bewahrt und stellt einen wesentlichen Schutzgrund dar. Zudem hat die Eiche aufgrund ihres Alters eine große Bedeutung für Wissenschaft und Heimatkunde. Die rund 850 Jahre alte Eiche sollte Anfang 2014 zur Verkehrssicherung gefällt werden, nach mehreren Gutachten wurde stattdessen die Krone erneut massiv gestutzt.                                                                              |                                                      | ND-H 075              |
| BW              | Stieleiche               | Elze (52° 34′ 58″ N, 9° 44′ 26,2″ O)                       | Der Baum ist aufgrund seiner Größe am südöstlichen Ortsrand sehr auffällig und zusammen mit anderen Eichen hier ortsbildprägend. Der Standort an einer ehemaligen Ausfallstraße und einer Hofeinfahrt hat dazu geführt, dass die ausladende Krone ungewohnt hoch ansetzt (Freihaltung des Lichtraumprofils). Trotzdem wurde die typische und für freistehende Eichen charakteristische Wuchsform überwiegend bewahrt und stellt einen wesentlichen Schutzgrund dar. |                                                      | ND-H 077              |
| Fotos hochladen | Nasswiese                | Abbensen (52° 34′ 0″ N, 9° 37′ 49,3″ O)                    | Die Wiese stellt eine selten gewordene geologische Besonderheit dar, da sie ein Relikt von vormals mehreren quelligen Bereichen am Hang der Brelinger Berge ist, wo Schichtenwasser austrat. Sie hat deshalb eine große Bedeutung für Wissenschaft und Naturkunde und ist auch wegen ihrer Eigenart schutzwürdig. |                                                      | ND-H 078              |
| Fotos hochladen | Linde in Brelingen       | Brelingen (52° 33′ 12,6″ N, 9° 40′ 53,8″ O)                | Die Linde war mit ehemals 9 Stämmen, die eine gemeinsame Krone bildeten, eine beeindruckende und wahrscheinlich einzigartige Naturschöpfung und wegen dieser besonderen Eigenart und Schönheit schützenswert. Bei einem Sturm im Februar 2002 wurde der Baum fast völlig zerstört und musste zurückgeschnitten werden. Es sind nur noch 4 stark eingekürzte Stämme erhalten, die wieder ausgeschlagen sind. Wegen der zusätzlichen Bedeutung für die Heimatkunde des Ortes soll der Schutz als Naturdenkmal bestehen bleiben. Die Linde steht im Pfarrgarten von Brelingen neben dem alten Backhaus. Da ihre Geschichte bisher unbekannt ist, kann nur vermutet werden, dass die Linde einmal aus 9 ringförmig gepflanzten Bäumen zusammengewachsen ist. Inzwischen haben die übrig gebliebenen Stämme zusammen mit Neuanpflanzungen anlässlich von Hochzeiten im Dorf einen neuen Wert für die Heimatkunde und die Geschichte des Ortes samt seiner Einwohner erlangt. |                                                      | ND-H 168              |
| Fotos hochladen | Rieselmoorwiese          | Duden-Rodenbostel (52° 34′ 3,3″ N, 9° 38′ 56″ O)           | Rest eines Rieselmoores, auf dem bis in die 1960er Jahre Orchideen vorkamen. Die Fläche stellt in Folge des durch Bodenabbau veränderten Schichtwasserflusses eine selten gewordene geologische Besonderheit dar, da sie ein Relikt von vormals mehreren quelligen Bereichen am Hang der Brelinger Berge ist, wo Schichtenwasser austrat. Sie hat deshalb eine große Bedeutung für Wissenschaft und Naturkunde. |                                                      | ND-H 177              |
| BW              | Niedermoorwiese in Resse | Resse (52° 29′ 44,9″ N, 9° 38′ 26,9″ O)                    | Die Fläche stellt den Rest eines Niedermoores mit typischen Pflanzenbeständen dar, das sich hier erstreckte. Durch stetig sinkende Grundwasserstände, Intensivierung der Landwirtschaft und Ausweitung der Siedlungsflächen ist lediglich ein Relikt der ursprünglichen Landschaft und der typischen Vegetation verblieben, das wegen der nur noch sehr kleinräumigen Ausdehnung als Naturdenkmal ausgewiesen und somit unter Schutz gestellt wurde. Schutzgründe sind die Seltenheit derartiger Lebensräume und ihre Bedeutung für die Wissenschaft. |                                                      | ND-H 178              |
| Fotos hochladen | Magerwiese in Brelingen  | Brelingen (52° 32′ 12,9″ N, 9° 40′ 28,1″ O)                | Schutzgründe sind die Seltenheit von Wiesenflächen, die aufgrund geringer Düngung noch die bodentypische Vegetation aufweisen sowie die dadurch bedingte Bedeutung für die Wissenschaft. |                                                      | ND-H 179              |
| BW              | 2 Eichen in Negenborn    | Negenborn (52° 33′ 9,3″ N, 9° 38′ 16,4″ O)                 | Die Bäume stehen an der ehemaligen östlichen Siedlungsgrenze und haben zusammen mit anderen Eichen einen typischen ortsbildprägenden Dorfrand gebildet. Schutzgrund ist deshalb überwiegend die Bedeutung der Eichen für die Heimatkunde. Zudem sind Bäume dieses Alters inzwischen sehr selten geworden. |                                                      | ND-H 201              |
| Fotos hochladen | Stieleiche in Mellendorf | Mellendorf (52° 32′ 48″ N, 9° 44′ 16,9″ O)                 | Der Baum ist aufgrund seiner Größe und Vitalität im Ort sehr auffällig und zusammen mit anderen Eichen hier ortsbildprägend. Die ausladende und tief ansetzende Krone ist charakteristisch für freistehende Eichen und stellt einen wesentlichen Schutzgrund dar. |                                                      | ND-H 203              |
| BW              | Esche in Brelingen       | Brelingen Hauptstraße 16 (52° 33′ 16,2″ N, 9° 41′ 8,4″ O)  | Esche vor dem Fachwerkgebäude Hauptstraße 16 in Wedemark OT Brelingen |                                                      | ND-H 253 ND H-R 00002 |
| BW              | Linde                    | Berkhof (52° 36′ 7,6″ N, 9° 43′ 33,2″ O)                   | Der Baum dominiert aufgrund seiner Größe, Stammumfang und ausladenden Krone das Ortsbild der Splittersiedlung. | Dominanz, Eigenart, Schönheit                        | ND-H 264              |
| BW              | Stieleiche               | Hellendorf Sandbergweg 30 (52° 33′ 26,2″ N, 9° 44′ 1,9″ O) | 100 bis 120 Jahre alter ortsbildprägender Baum. Stammumfang 3,40 m. | Vitalität, Seltenheit und Schönheit                  | ND-H 265              |
| Fotos hochladen | Linde                    | Mellendorf (52° 32′ 55,4″ N, 9° 43′ 41,7″ O)               | Dominierende, einzige Linde in weiter Umgebung. Mindestens 100 Jahre alt, Stammumfang etwa 3,30 m. | Seltenheit, Eigenart und Schönheit                   | ND-H 266              |
| Fotos hochladen | Stieleiche               | Mellendorf (52° 32′ 25,4″ N, 9° 44′ 5,5″ O)                | Großer, weithin sichtbarer Baum mit tief ansetzender, weit ausladender Krone. Stammumfang 5,40 m. | Alter, Vitalität, Seltenheit, Eigenart und Schönheit | ND-H 267              |

## Ehemalige Naturdenkmale
Seit dem Jahr 2001 wurde der Schutz für ein Naturdenkmal in der Wedemark aufgehoben.
| Bild            | Bezeichnung | Ort, Lage                                               | Beschreibung | Schutzzweck | Nummer   |
| --------------- | ----------- | ------------------------------------------------------- | --- | ----------- | -------- |
| Fotos hochladen | Stieleiche  | Mellendorf am Gilborn (52° 32′ 36,9″ N, 9° 43′ 44,4″ O) | straßenbildprägender Baum Der Baum war abgängig und musste (vor 2005) aus Gründen der Verkehrssicherungspflicht gefällt werden. |             | ND-H 127 |